# Csenger

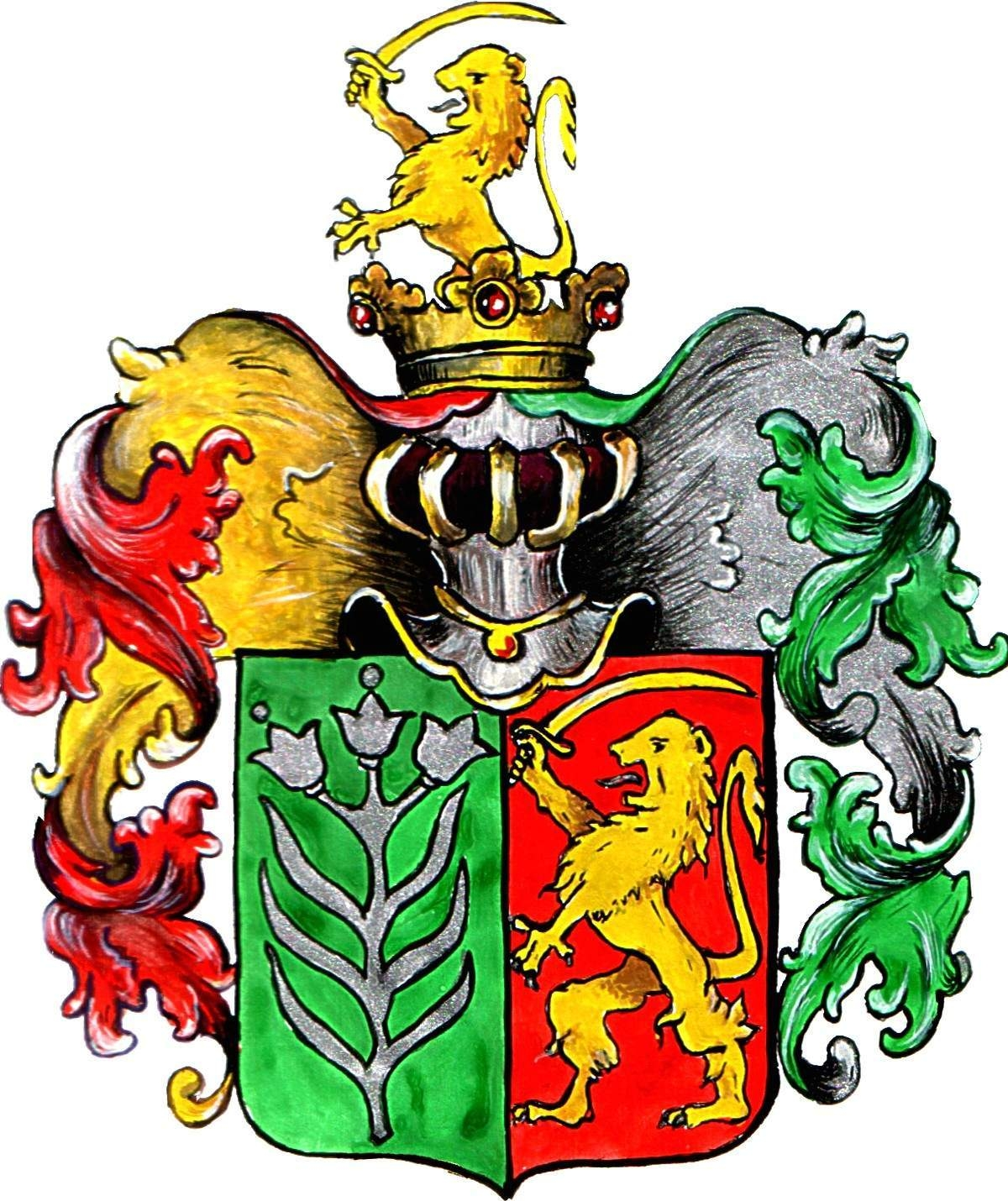
Csenger teljes címere

Csenger város Szabolcs-Szatmár-Bereg vármegyében, a Csengeri járás székhelye.

## Fekvése
Csenger városa Magyarország északkeleti szegletében, a vármegye keleti peremén fekszik, közvetlenül a román határ mellett, a Szatmári-síkságon, a Szamos folyó bal partján. A megyeszékhely Nyíregyházától 85, Mátészalkától 32 kilométerre, a határ túlsó oldalán fekvő Szatmárnémetitől 18 kilométerre található. A városba közúton pl. autóval, autóbusszal és vasúton is el lehet jutni.

### Megközelítése
Legfontosabb közúti megközelítési útvonala a 49-es főút, ezen érhető el a vármegye nagyobb városai és az országhatár felől is. Központját azonban a főút elkerüli, azon csak a 4924-es út húzódik végig.
Nyíregyháza felől Rohodig a 41-es, majd onnan a 49-es főúton lehet eljutni a városba.
A hazai vasútvonalak közül a települést a Mátészalka–Csenger-vasútvonal érinti, amelynek egyetlen állomása a belterület déli szélén helyezkedik el. A 4924-es út vasúti keresztezése mellett; közvetlen közúti elérését az abból kiágazó 49 341-es számú mellékút biztosítja. 2009-2010 körül egy darabig szünetelt a személyszállítás ezen a vonalon, de 2010. december 12-től újraindult a forgalom.

## Története
Csenger Árpád-kori település. Nevét 1219-ben a Váradi regestrum említette először, amikor az idevaló Árva és fivére, Lukács a törvény előtt tüzes vaspróbát álltak ki.
Nagy forgalmú révje már akkoriban stratégiai átkelőhely volt a Szamoson. Az Szent István király által alapított szatmári királyi vár közelsége Csenger számára igen korán megteremtette a feltételeket a környező falvak sorából történő kiemelkedésre; Csenger az 1200-as évek elején még szatmári várhoz, annak uradalmához tartozott, majd 1234-ben kivált a vár birtokai közül és a Csaholyi-uradalom része lett. A Csaholyi család tagjai Csengert hamarosan birtokközpontjukká is tették, ez a település fellendülésével is járt. E fellendülés és gazdasági-politikai növekedés igazi jeleként szolgál a tény, hogy Csenger a 14–15. században a nemesi vármegye központjává vált, Zsigmond királytól 1388-ban vásártartási jogot kapott, 1404-ben pedig itt tartotta a rendi országgyűlést is. 1429-től már mezővárosként említik a korabeli dokumentumok. 1429-ben birtokosa a Csaholyi család, ezt ekkor új királyi adománylevél erősíti meg. 1545 körül Csaholyi Imrével a család férfiága kihalt, a csengeri birtokot leányai: Anna és Katalin kapták meg. A század második felében sűrűn változtak birtokosai: 1547-ben Patóházi Horváth, 1549-ben Báthory András, 1565-ben pedig veszprémi Szabó Bálint szerzett itt részbirtokot. 1568–1579-ben Csaholyi Anna és férje, Melith György fiai, István, Pál és Péter kaptak új királyi adományt a Csaholyiak itteni részbirtokára, de 1575-ben Csenke Kelemen, 1576-ban Bognár Pál, 1577-ben pedig Zudrói Beszperémi Bálint is részbirtokosa volt.
Csengert középponti fekvése tette nevezetes községgé. Az 1500-as évek körül itt tartották a vármegyegyűléseket; Csenger mint törvénykezési központ szerepelt.
Ez idő tájt a vármegye tisztviselői mindig Csengerből keltezték ítéleteiket, sőt egy 1498-ban kiadott okiratukban így jelölték meg a helyet: „Csengerben, tudniillik az igazságszolgáltatás helyén”.
A település a szamosközi és krasznaközi járások határszélén feküdt, egyenlő távolságra a nyíri és a bányai járásoktól, a Szamos mentén, tehát a forgalom főere mellett, valóban a legalkalmasabb hely volt a törvénykezés céljára. Ezen kívül a környékén lakott a legtöbb kisbirtokos, és egyenlő távolságban volt a nagy uradalmaktól; ezek mind olyan szempontok voltak, amelyek századokon át elsősége mellett döntöttek. Csupán 1540-ből maradt fönn egy eset, amikor Ecsed várában ültek törvényszéket.
1576-ban a protestánsok is itt tartották híres zsinatukat a szentháromságtagadó Blandratisták ellen; e zsinat megbízásából szerkesztette Méliusz Juhász Péter az úgynevezett csengeri hitvallást. Innen lehet számítani a kálvini irányzat uralomra jutását e vidéken. Gyakran tartottak itt ezután is zsinatot és egyházkerületi gyűlést, így 1583-ban, 1598-ban, 1604-ben és 1619-ben is. A 17. században községi önállósága is megnövekedett. 1633-ban minden dézsmájára saját polgárai kaptak királyi engedményt.
Az 1600-as években ugyancsak több birtokosa volt; 1659-ben Kapy Klára, 1672-ben Divényi Ferenc, 1696-ban a szatmári vár szerepelt birtokosaként, majd a 17. században a gróf Teleki, gróf Károlyi, báró Barkóczy, a Kállay, Kende, Eötvös, Klobusiczky, Rápolthi Nagy, Szuhányi, Fogarassy, Jékey, Urai, Ujhelyi, Korda, Becsky, Mátay, Riskó, Osváth, Hadadi, Belényessy, Komlóssy, Jánky és más családok, a 19. század közepéig mellettük még a báró Jósika és Szőgyényi családok, a 20. század elején legnagyobb birtokosa Szuhányi Ferenc volt.
A gazdag történelmi múlt legfontosabb tárgyi emlékeit a Csenger központjában található Helytörténeti Múzeum színes tárlatai őrzik, és mutatják be az érdeklődőknek.
Csenger legújabb kori történetének egyik legfontosabb dátuma 1989. március 1., amikor ismét városi rangot kapott.
Várossá válásának 10. évfordulóján fejlődésének, lendületes urbanizációjának elismeréseként Hild János-díjjal jutalmazták a kisvárost és polgárait.
Itt volt Jósika Miklós első feleségének, Kállay Erzsébetnek a birtoka. Az író többször is megfordult a községben, számos levelét keltezte innen.

### Nevének eredete
Neve puszta személynévből keletkezett, magyar névadással.

## Közélete

### Polgármesterei
- 1990–1994: Apáti György (MDF–FKgP–MSZP)[3]
- 1994–1998: Apáti György (SZDSZ–MSZP–FKgP–KDNP)[4]
- 1998–2000: Apáti György (független)[5]
- 2000–2002: Bokor László (FKgP)[6][7]
- 2002–2006: Bokor László (független)[8]
- 2006–2010: Apáti György (független)[9]
- 2010–2014: Forján Zsolt (Fidesz–KDNP)[10]
- 2014–2019: Forján Zsolt (Fidesz–KDNP)[11]
- 2019–2024: Forján Zsolt (Fidesz–KDNP)[12]
- 2024– : Forján Zsolt (Fidesz–KDNP)[1]

A településen 2000. április 16-án időközi polgármester-választást (és képviselő-testületi választást) tartottak, az előző képviselő-testület önfeloszlatása miatt.

## Népessége
A település népességének változása:
| Lakosok száma | 4924 | 4898 | 4961 | 4765 | 4422 | 4395 | 4394 |
|               | 2013 | 2014 | 2018 | 2021 | 2022 | 2023 | 2024 |

2001-ben a város lakosságának 96%-a magyar, 4%-a cigány nemzetiségűnek vallotta magát.
A 2011-es népszámlálás során a lakosok 89,4%-a magyarnak, 11,7% cigánynak, 0,3% németnek, 1% románnak mondta magát (10,4% nem nyilatkozott; a kettős identitások miatt a végösszeg nagyobb lehet 100%-nál). A vallási megoszlás a következő volt: római katolikus 8,3%, református 62,3%, görögkatolikus 9,8%, felekezeten kívüli 2,7% (14,2% nem válaszolt).
2022-ben a lakosság 90%-a vallotta magát magyarnak, 3,2% cigánynak, 1% románnak, 0,3% ukránnak, 0,1% németnek, 0,1% lengyelnek, 1,4% egyéb, nem hazai nemzetiségűnek (10% nem nyilatkozott; a kettős identitások miatt a végösszeg nagyobb lehet 100%-nál). Vallásuk szerint 48,9% volt református, 7,7% görög katolikus, 7,3% római katolikus, 0,6% egyéb keresztény, 0,1% evangélikus, 0,1% ortodox keresztény, 3,1% felekezeten kívüli (31,8% nem válaszolt).

## Nevezetességei

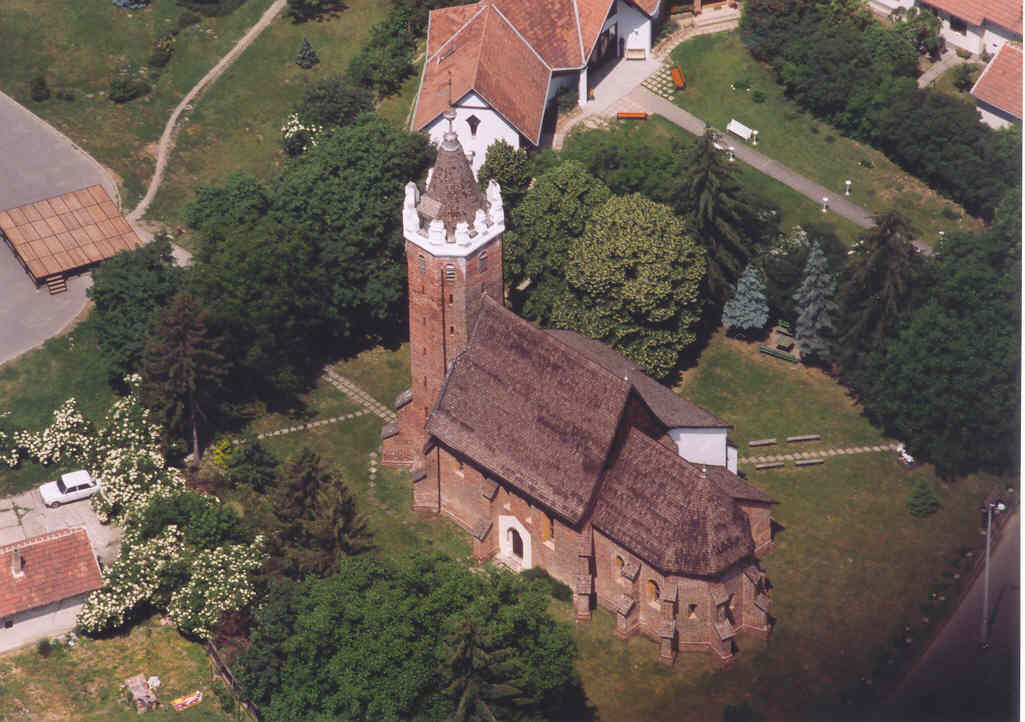
A református templom

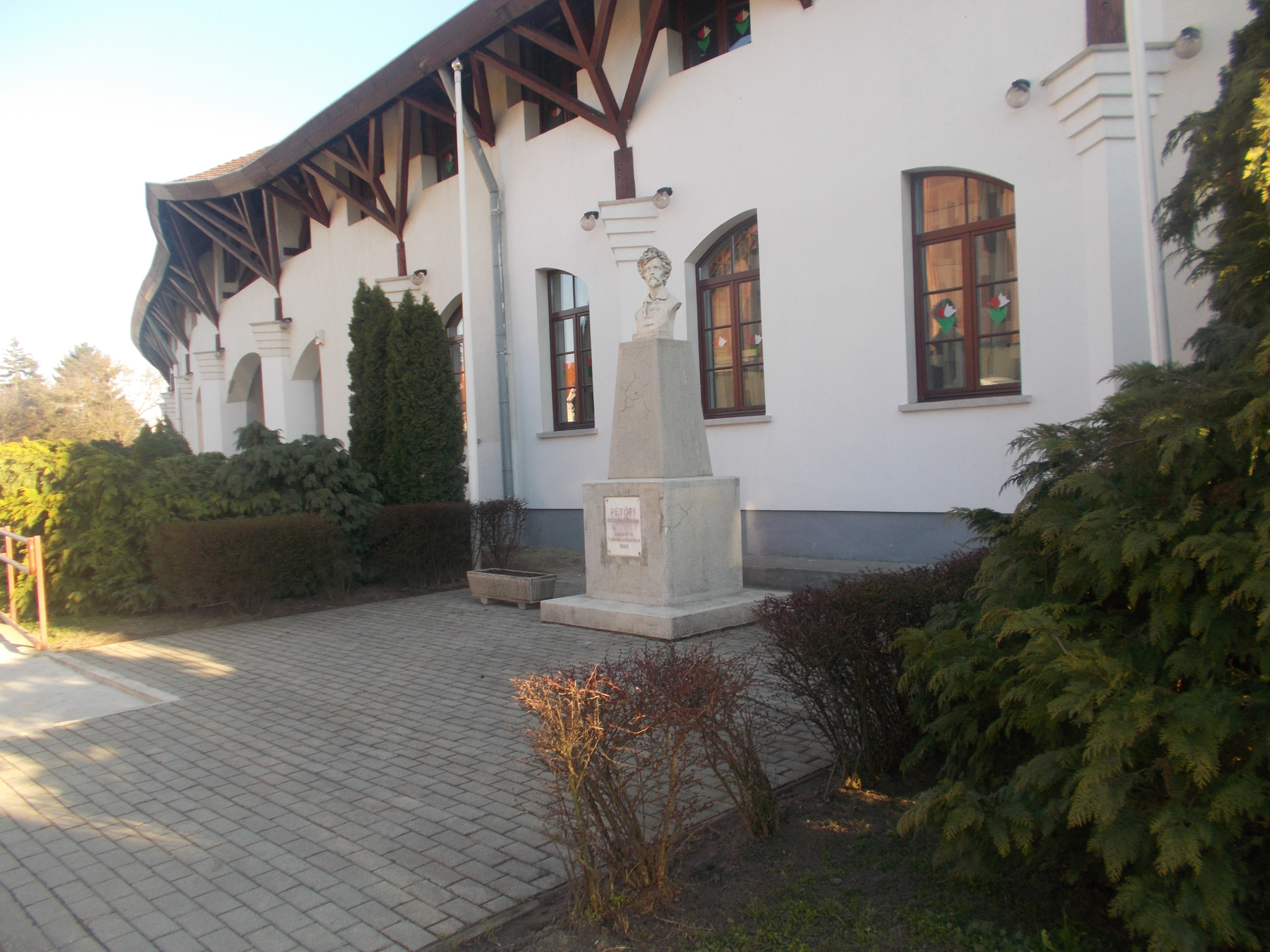
Petőfi-szobor az Általános Iskolánál

- Csenger egyik legnagyobb, országos hírű büszkesége a 13. században, kora gótikus és késő román (a tornyon némi reneszánsz beütéssel) stílusban épült, mára reformátussá vált temploma. (Virtuális túra: http://virtualisturak.pazirikkft.hu/virtualistura/csenger) Piros-fekete téglákból kirakott fala harmóniájával, arányos szerkezetével bizonyítja az Alföldön valaha létezett téglaépítészet monumentalitását. A csengeri református templom egyik legnagyobb értéke az 1745-ből származó, reneszánsz népi motívumokkal gazdagon festett kazettás deszkamennyezet. A templom falai között több zsinatot is tartottak a reformátusok, melyek közül a legfontosabb az 1576. évi volt. Ez utóbbi zsinatot Méliusz Juhász Péter vezette, aki összeállította a „csengeri hitvallás” néven ismertté vált téziseket.
- Görögkatolikus temploma Makovecz Imre tervei alapján készült
- Klasszicista stílusban épült római katolikus temploma

Érdekesség, hogy Csengerben e három egyház ugyanabban az utcában építette fel templomát: a szatmári kisvárosban e három különböző felekezet tagjai az általuk „Templomok utcájának” elnevezett városrészben, békességben gyakorolják hitüket.
- Adventista templomát szintén Makovecz Imre tervezte. A fentebb említett három, majd' egymás mellett található templommal ellentétben nem kifejezetten a központban található, ám építészetileg különleges, egyedi megoldásokat vonultat fel.
- A belváros múlt században épült és a közelmúltban felújított épületei jellegzetes hangulatot kölcsönöznek Csengernek. Ilyen a klasszicista stílusú, úgynevezett Jékey-ház, amely sokáig a város egyetlen emeletes épülete volt, valamint az 1700-as évek végén, barokk stílusban épült Szuhányi-kastély (manapság Schuster Hotel néven veszi ki részét a látogatókkal való törődésből).
- A csengeri városközpont sok látnivalót nyújt az építészetet kedvelő turisták számára, szinte egymást követik a Makovecz Imre és csoportja által tervezett épületek:
  - Az ÁMK (Petőfi Sándor Általános Művelődési Központ és Könyvtár, Pedagógiai Szakszolgálat) (http://www.csengeriskola.sulinet.hu Archiválva 2020. október 21-i dátummal a Wayback Machine-ben) Petőfi Sándor nevét viselte, de az általános iskola 2012-ben a csengeri közoktatás 450. évfordulóján Makovecz Imre nevét vette fel (Makovecz Imre Általános és Alapfokú Művészeti Iskola), az épület főbejárata előtt Makovecz-szobrot is avattak. Az iskola államosításával kivált az ÁMK-ból. Az ÁMK megmaradt Petőfi Sándornak. A két intézmény ugyanabban az épületben található. Az általános iskola és a művelődési ház mind külsőleg, mind a belső térkiképzés (gótikát idéző beltér és aula) szempontjából ékessége a városnak. Az alsó és a felső tagozat külön épületben találhatók: az alsó a Kossuth Lajos, a felső az Ady Endre utcában van. Az ÁMK-ban található a Művelődési Központ, a Városi Színház és a Városi Könyvtár (http://cskonyvtar.atw.hu) is
  - Az általános iskola mellett épült fel a Városi Sportcsarnok nemzetközi rendezvények és sportesemények számára is megfelelő feltételeket nyújt (2005-ben egyik helyszíne volt a 15. Ifjúsági Kézilabda Világbajnokságnak: Chile–Brazília és Franciaország–Kuvait mérkőzött egymással Csengerben). Itt épült a Városi Étkezde, amely mind az önkormányzati és további közintézményi (általános iskola, rendőrség stb.) dolgozókat, mind a diákokat és a lakosságot ellátja hétköznaponként meleg ebéddel. Utcafrontján áll a Kovászna testvérváros által ajándékozott míves székelykapu.
  - A Makovecz-csoport munkáját dicséri a Szolgáltatóház is, aminek rusztikus tömbje harmonikusan illeszkedik környezetéhez.
  - A legkülönfélébb egészségügyi szolgáltatások és szakrendelések a Népjóléti Intézmény erdélyi hatásokat idéző épületében kaptak helyet.
  - A Polgármesteri Hivatal épületének tervezési munkálatai szintén Makovecz Imre nevéhez kötődnek. Belső terei, különösen az impozáns házasságkötő terem méltán teszi büszkévé megálmodóit. Itt található a testvérvárosok fejfája, amit 2009. március 15-én a 20 éves város ünnepére emeltettek.
  - A Református Gyülekezeti Ház családias külsejével, barátságos belső tereivel és csöndes parkjával tökéletesen harmonizál a református templom műemléki környezetével.
- 1982-ben alakult a Csengeri Helytörténeti Múzeum, mely a városka főterén egy volt nagypolgári lakóházban kapott elhelyezést. Öt állandó kiállítással rendelkezik. Régészeti anyaga a megyében is számottevő. Gazdag dokumentumanyaga segíti a kutatókat. Szépen rendezett udvarán, két nyitott színben nagyobb mezőgazdasági eszközök láthatók. Az udvaron kialakított bográcsoló kedvelt találkozóhelye a helyi baráti csoportoknak, egyleteknek, iskolai osztályoknak.

Bővebb információk: http://www.museum.hu/csenger/helytorteneti
- Csenger középiskolával és diákotthonnal is rendelkezik. Az Ady Endre Gimnázium Szakképző Iskola és Kollégium az egész megye területéről fogadja a diákokat. Az országhatár közelsége miatt vám- és pénzügyőrképzés is folyik az intézményben. A gimnázium kiterjedt nemzetközi kapcsolatokat ápol külföldi testvériskolákkal. Kiemelkedő fontosságúak erdélyi kapcsolatai: közös rendezvényeken, szavaló- és prózamondó versenyeken találkozhatnak a magyar anyanyelvű diákok.
- 2000-ben épült a város új, központi tere, melynek középpontjában Szent István királyunk lovasszobra áll, Párkányi Raab Péter budapesti szobrászművész alkotása.

## Gazdasága

### Középkor
- Csenger már a középkorban fontos központi és gazdasági szerepet betöltő település volt. Ezt kedvező fekvése, a szamosi rév, kereskedelmi útvonalak, Szatmárnémeti közelsége és a Szamos-mentén kialakult termékeny ártér tették lehetővé. Ebben az időszakban elsősorban a mezőgazdaságból, halászatból éltek az emberek.Nem csak a Szamosból, de az Ecsedi-lápból is (mely akkor még nagyobb kiterjedésű volt) sok hal jutott a szatmári piacra.
- Zsigmond király korában élte középkori fénykorát a város, ő adott neki 1388-ban vásárjogot is. Központi jelentőségére utalt, hogy a 14–15. században a vármegye székhelye. megszerezte a mezővárosi rangot is. A törvénykezés és a kereskedelem az átmenő forgalom fellendítésével az iparos céhek letelepedését eredményezte a városban.

### Újkor
- Az újkor elején már jó gazdasági adottságokkal rendelkező városban is megjelent a zsidó lakosság. Ők szintén a gazdasági élet fellendüléséhez járultak hozzá. Céheket később manufaktúrákat alapítottak. Ezek az üzemek elsősorban a helyi mezőgazdasági termékek feldolgozásár voltak hivatottak, de új, a zsidók által hozott szakmák is megtelepedtek a városban. Az üzletek a mai Béke úton sorház szerűen helyezkedtek el. Ezeken acélbetűkkel, cégérekkel voltak láthatók az adott hely nyújtotta lehetőségek.
- Az Osztrák-Magyar Monarchia létrejöttével a német iparosok és jómódú polgárok is betelepültek. Az újkor végén a gazdasága új virágzásnak indult. különböző mesterségekkel foglalkozó céhek érték egymást. Szállodák, fogadók nyíltak, melyek az átutazóknak nyújtottak pihenési lehetőséget. A 20. század elején egy átutazó New Yorkhoz hasonlított, mert máshol még annyi fényt, nyüzsgést és acélbetűs cégért mint amennyi Csengerben volt nem látott csak New Yorkban.
- 1908-ban a Mátészalka-Csenger-Szatmárnémeti vasútvonal megépülésével a város déli peremterületei is fejlődésnek indultak. Az Óvári felé vezető Szatmári utca és a Csengerbagos felé vezető Nagykárolyi (régen Bagosi) út is betelepült. A déli terület gazdasága is fellendülőben volt. A rév helyén híd épült, mely folyamatos összeköttetést biztosított Komlódtótfaluval és a Szamoshát és az Erdőhát településeivel.

### 20. század
- Az első világháború borzalmait a város kisebb károkkal megúszta. A trianoni békeszerződés viszont hatalmas érvágást jelentett a városnak és környékének. Mind a közutakat, mind a vasutat kettévágta az új határ. Ezzel elválasztották Csengert a térség természetes központjától, Szatmárnémetitől. A gazdaság és a kereskedelem nagy mértékben visszaesett. Az átmenő forgalom a Szamos híd miatt továbbra is jelentős volt. A vasúti közlekedésben Mátészalka, Debrecen, Nyíregyháza felé a személyszállítás távolsági forgalomban pedig a gazdaság alapját képező teherszállítás is fennmaradt.
- A második világháború elején Magyarországhoz visszacsatolt területek révén újraindult a vasúti forgalom Szatmárnémeti irányába is.
- A háború nagy veszteségekkel járt. A település zsidó lakosságának nagy részét deportálták. A kiskereskedelem alapjait képező, zsidók által üzemeltetett üzletek, műhelyek sorban bezártak. Bombatámadások is érték a várost. A visszatelepülő zsidók már nem tudtak újra beilleszkedni a város közösségébe és napjainkra már lélekszámuk nullára tehető. Zsinagógájukat is lerombolták, csak az izraelita temető őrzi emléküket.
- A szocialista diktatúrák eleinte gazdasági felvirágzást nyújtottak a településnek. Minden állami kézbe került. Ekkor jelent meg az igazi nagyipar a városban. A Lehel utcában létesült, majd később a Szatmári utca végébe települt át a gazdaság. Az itteni, mai napig mezőgazdasági célokra használt területet mindmáig Óvári-telepnek nevezik. A város északi részén alakult meg a tsz, mellette pedig a sertéskombinát. Csenger legfontosabb áruja a mezőgazdasági termékek, azon belül is leginkább az alma, a szilva, a búza, a kukorica valamint a marha és a sertés lett. Ezeket tonnaszámra szállították vasúton az ország belső területei felé. húskombinát üzemelt a csengeriek által Kispiacnak nevezett városrészen. Labda- és kenyérgyár épült. Paradicsomsűrítményt gyártó üzem, almalé és almachipsgyár létesült, Érdekesség, hogy itt gyártottak először sorozatgyártásra 100%-os almalevet és almachipset is.
- A kezdeti gyors fejlődés itt is (mint az ország más területein) kezdett hanyatlani. A város sorsát az 1970-es nagy árvíz pecsételte meg. A Szamos hídja az árvíz során megrogyott, de a terhelést továbbra is bírta. Megfelelő munkálatokkal olcsón rendbe lehetett volna tenni. Közben elkezdődtek építési munkálatai a cipőgyárnak. Pár év múlva kormány úgy döntött, hogy a hidat, annak "életveszélyes" állapota miatt felrobbantják. Az új hidat Csenger külterületén, Szamosbecsnél építették fel. Az akkori kormány falurombolási politikája miatt Csenger és Komlódtótfalu zsáktelepülés lett, az átmenő forgalom javarészt megszűnt.
- Csengert mint központi települést teljesen el akarták tüntetni a Föld színéről. Mátészalkát és Fehérgyarmatot kezdték el nyomni, míg Csengert elhanyagolták. A városközpontban engedélyezték a sorházas beépítés megtörését (ennek nyomai sajnos még mai napig látszanak). Bármennyire is igyekeztek, hogy Csenger elnéptelenedjen a lakosság kitartott, ehhez hozzájárult az Újtelep beépítése is, mely az árvízkárosultak befogadására volt hivatott.
- A cipőgyár felépülésével először a Tisza Cipő Zrt. tulajdonát, majd a nyírbátori cipőgyár társgyárát képezte. Az Aurora cipőgyár tulajdona is volt az évek során. Majd kivált ezekből és megalakult a Szamos Cipőipari és Kereskedelmi Kft., telephelye van itt a német Joseph Seibel és a leányvállalatként megalakult Juhász János vezette "Juhász Seibel" cipőgyár. Ezen három cég egy nagy vállalatként működteti a gyárat. A vállalatba a 2000-es évek elején olvadt be a Winterberg Ungarn Kft. cipőtalpfröccsentő üzeme. A 2010-es években nagy fejlesztéseken ment át a gyár. Ekkor létesült a Seibel cég "Romika" cipőgyárának új telephelye, új fröccsentő üzem és raktárak épültek. Ezzel a marfűi Tisza Cípő Zrt. gyárát megelőzve Magyarország legnagyobb cipőgyára lett.
- A városban a rendszerváltás után újabb gazdasági fejlődés következett be. A cégek újra magánkézbe kerültek. Ez egy lassabb jellegű fejlődés volt, mint az eddigiek, de annál inkább kitartóbb. Új mezőgazdasági üzemek, terményfeldolgozók, hűtőházak települtek. Újraindult a kenyérgyár, tésztagyár épült Elyon Kft. néven. Az almafeldolgozó kibővült funkcióiban és Szatmári Ízek Kft. néven forgalmazza termékeit. Újraindult a sertésüzem. Gumicukorgyár épült, ahol az Obstermann's édesipar Kft. termékeit gyártják. Létrejött a Csenger Bos Kft. és a Csenger Food Kft., melyek szintén a helyi termékek feldolgozására hivatottak. Betonüzem is létesült a városban.
- A leglátványosabban mégis a szolgáltatások fejlődtek, nem is csoda, hogy a város lakosságának több mint 60%-a ebben a gazdasági szekcióban dolgozik.

### 21. század
- A város 2022-ben elnyerte az ország legnagyobb börtönkomplexuma létesítésének pályázatát. A büntetésvégrehajtási intézmény átadását 2025-re tervezik. A hat hektáros terület több mint harmadát az épületek foglalják majd el, mintegy 1500 elítéltnek adva helyet. 663 fő jól fizetett alkalmazottja főként a helyi lakosságból tevődik ki. Számukra új lakótelep épül fejenként húszmilliós kamat nélküli kölcsönből, a falusi CSOK mellett. A jelentős beszállítói igények is a város hatalmas fejlődését vetítik előre.

## Kulturális élete
Csenger város legfontosabb rendezvényei kulturális jellegűek. Jó példa erre az évente, augusztusban megrendezett Csengeri Napok, mely egy komolyzenei fesztivállal, a Szatmári Zenei Napok-kal kezdődik, majd különböző sport- és kulturális eseményekkel, és az 1988-tól a város főterén – a középkori vásárok színhelyén megrendezett – úgynevezett Zsigmondi Vásár-ral folytatódik (1388-ban Zsigmond király adta a vásárjogot Csengernek), végül Szent István ünnepével és egy nyárbúcsúztató koncerttel zárul (Augusztus 20.).

### Szatmári Almanapok
Az almát Csenger "aranyaként" tartják számon. Az itteni gyümölcsöt nem csak Magyarországon, hanem Románia területén is forgalmazzák. A népi hiedelem szerint az alma a megélhetést, az egészséget a benne rejlő vitaminoknak köszönhetően, ezek mellett a jókedvet is, hiszen ízletes pálinkát is készítenek belőle. A Szatmári Almanapok az almaszüret időszakában vonzza Csengerbe a látogatókat. Maga az esemény egy gyümölcstermesztéssel foglalkozó szakmai fórum és kiállítás köré szerveződik: a szakmai programok gasztronómiai kiállítással, almalekvár-főzéssel, bográcsolással, almás sütemények sütésével, különböző kulturális programokkal és sportvetélkedőkkel vannak egybekötve. Ez a tematikus rendezvénysorozat a környéken az egyetlen olyan fesztivál, amely csak erre a gyümölcsre alapozva van kitalálva. Itt egyaránt helybéli, környékbéli, belföldi illetve külföldi almatermesztők is részt vesznek. Ez a program segíti a termesztők és a kereskedők közötti kapcsolatok kialakítását, a termékek piacra jutásának megszervezését, a szatmári hagyományok ápolását, az új értékek létrehozását. Idén immár 15. alkalommal kerül sor a sikeres rendezvény lebonyolítására.
Csenger városa kiváló kapcsolatot tart fent a határon túl élő magyarokkal. Három romániai testvérvárosa (Kovászna, Tasnád, Avasfelsőfalu) állandó és lelkes partnere a csengeri rendezvényeknek, eseményeknek. A gyümölcsöző együttműködés és a történelmi összetartozás jelképeként Kovászna székelykaput is ajándékozott Csengernek.
2005-ben egy újabb város, a németországi Hauenstein is aláírta a testvérvárosi szerződést, hogy a két település között az 1980-as évek végén (a Josef Seibel márkanévvel fémjelzett cipőipar révén) kialakult gazdasági kapcsolata egyéb területeken is együttműködést eredményezhessen.
Legújabb testvértelepülésünk a várostól alig 5 kilométerre fekvő Óvári (Vetés község része), mellyel 2007. augusztus 17-én vette fel a kapcsolatot városunk.

## Híres szülöttei
- Riskó Ignác (1813–1890): Szatmár vármegye aljegyzője, később főjegyzője. A vármegye haladó szellemű egyéniségeivel volt kapcsolatban, verseket is írt. Versei az 1840-es években az Atheneaum című rangos irodalmi folyóiratban és más divatos reformkori újságokban jelentek meg. Bajza József nagy jövőt jósolt neki. Szoros barátságban állt Petőfivel, Szendrey Júliának ő mutatta be a költőt. 1848-ban Nagykároly országgyűlési képviselője lett. A radikális párt tagja. Ő vezette a híres áprilisi trónfosztó országgyűlésnek a jegyzőkönyvét. Neve az oratóriumban, a szószék melletti padon réztáblába vésve látható. Kormánybiztosi feladatokat is betöltött. A szabadságharc bukása után börtönt szenvedett, ami véglegesen derékba törte irodalmi pályáját: soha nem foglalkozott többé irodalommal. Mint pénzügyminisztériumi osztályfőtanácsos ment nyugdíjba.
- Osváth Gedeon (1880–?) irodalomtörténész, főként Petőfi költészete foglalkoztatta.
- Molnár József (Csenger, 1905. június 9. – Budapest, 1986. december 30.) – irodalomtörténész, történész
- Fazekas Ferenc (1922–2008) mérnök-matematikus[17]
- Fazekas Árpád (1924–2019) gyermekorvos, főorvos, helytörténeti kutató
- Gyimesi Kálmán (1933–2025) operaénekes, Liszt-díjas, Érdemes művész
- Osztolykán Béla (1948–2008) író, költő, politikus
- Bíró Lajos (1959) szobrász
- Szaniszló Ferenc (1960) újságíró, riporter
- Eszenyi Enikő (1961) Kossuth-díjas színművész
- Varga László (1963) cigány származású festőművész
- Fazekas István (1967) Váci Mihály-díjas költő
- Lakatos Klára (1968–) grafikus, festő és illusztrátor
- Szeles Judit (1969–) költő, író, tanár
- Papp László (1972. október 13. –) Debrecen polgármestere (2014–)
- Onyutha Judit (1974. április 11.) időjós, légikísérő, nyelvtanár
- Osztolykán Ágnes (1974. november 3.) pedagógus, politikus
- Dr. Apáti István (1973. március 23.) jogász, politikus, országgyűlési képviselő

## Testvértelepülések
- Óvári, Vetés, (Románia)
- Avasfelsőfalu, (Románia)
- Kovászna, (Románia)
- Tasnád, (Románia)
- Hauenstein, (Németország)
- Kraszna, (Románia)